# مككينلي (ميزوري)
مككينلي (بالإنجليزية: McKinley)‏ هي إحدى المجتمعات الفردية (غير مصنفة) في ولاية ميزوري في الولايات المتحدة الأمريكية.